# Troisième district congressionnel du Nevada
Le 3e district congressionnel du Nevada est un district congressionnel occupant la zone au sud de Las Vegas, comprenant Henderson, Boulder City et une grande partie du Comté de Clark. Le quartier a été initialement créé après le recensement de 2000.
Ce district a été redessiné après le recensement lors de la 33e session extraordinaire (2021) de la Législature du Nevada le 16 novembre 2021. Il est actuellement représenté par la Démocrate Susie Lee.

## Villes et communautés
- Las Vegas (en partie)
- Summerlin South
- Blue Diamond
- Spring Valley (en partie)
- Enterprise
- Paradise (en partie)
- Henderson
- Whitney (en partie)
- Boulder City
- Goodsprings
- Sandy Valley
- Searchlight
- Laughlin

## Historique de vote

### Résultats selon les frontières actuelles (depuis 2023)
| Année | Poste                 | Résultats                    |
| ----- | --------------------- | ---------------------------- |
| 2016  | Président             | Clinton 50,5 % – 43,8 %      |
| 2016  | Sénateur              | Cortez Masto 49,2 % – 42,8 % |
| 2018  | Gouverneur            | Sisolak 53,4 % – 42,2 %      |
| 2018  | Sénateur              | Rosen 53,9 % – 42,4 %        |
| 2018  | Lieutenant Gouverneur | Marshall 53,1 % – 41,7 %     |
| 2018  | Procureur Général     | Ford 50,9 % – 43,9 %         |
| 2020  | Président             | Biden 52,4 % – 45,7 %        |

### Résultats selon les anciennes frontières
| Année | Poste             | Résultats                    |
| ----- | ----------------- | ---------------------------- |
| 2004  | Président         | Bush 50,0 % - 49,0 %         |
| 2006  | Procureur Général | Cortez Masto 49,2 % – 42,8 % |
| 2008  | Président         | Obama 55,0 % - 43,0 %        |
| 2010  | Sénateur          | Reid 47,4 % - 46,2 %         |
| 2010  | Procureur Général | Cortez Masto 51,0 % - 39,0 % |
| 2012  | Président         | Obama 50,0 % - 49,0 %        |
| 2012  | Sénateur          | Berkley 47,4 % - 46,2 %      |
| 2014  | Gouverneur        | Sandoval 75,9 % - 18,7 %     |
| 2016  | Président         | Trump 47,5 % - 46,5 %        |
| 2016  | Sénateur          | Heck 46,8 % - 45,4 %         |
| 2018  | Gouverneur        | Sisolak 49,8 % - 45,8 %      |
| 2018  | Sénateur          | Rosen 49,9 % - 46,2 %        |
| 2020  | Président         | Biden 49,1 % - 48,9 %        |

## Liste des Représentants du district
| Membre                             | Parti       | Années                          | Congrès     | Histoire électorale                                                                                 | Zone géographique             |
| ---------------------------------- | ----------- | ------------------------------- | ----------- | --------------------------------------------------------------------------------------------------- | ----------------------------- |
| District établit le 3 janvier 2003 |             |                                 |             | |                               |
| Jon Porter (en)                    | Républicain | 3 janvier 2003 - 3 janvier 2009 | 108e - 110e | Élu en 2002. Réélu en 2004. Réélu en 2006. Perd sa réélection.                                      | 2003–2013 Parties de Clark    |
| Dina Titus                         | Démocrate   | 3 janvier 2009 - 3 janvier 2011 | 111e        | Élue en 2008.                                                                                       | 2003–2013 Parties de Clark    |
| Joe Heck                           | Républicain | 3 janvier 2011 - 3 janvier 2017 | 112e - 114e | Élu en 2010. Réélu en 2012. Réélu en 2014. Retrait pour se présenter comme Sénateur des États-Unis. | 2003–2013 Parties de Clark    |
| Joe Heck                           | Républicain | 3 janvier 2011 - 3 janvier 2017 | 112e - 114e | Élu en 2010. Réélu en 2012. Réélu en 2014. Retrait pour se présenter comme Sénateur des États-Unis. | 2013–2023 Parties de Clark    |
| Jacky Rosen                        | Démocrate   | 3 janvier 2017 - 3 janvier 2019 | 115e        | Élue en 2016. Retrait pour se présenter comme Sénatrice des États-Unis.                             |                               |
| Susie Lee                          | Démocrate   | 3 janvier 2019 - Présent        | 116e - 118e | Élue en 2018. Réélue en 2020. Réélue en 2022.                                                       |                               |
| Susie Lee                          | Démocrate   | 3 janvier 2019 - Présent        | 116e - 118e | Élue en 2018. Réélue en 2020. Réélue en 2022.                                                       | 2023–Présent Parties de Clark |

## Résultats des récentes élections
Voici les dix précédents cycles électoraux dans le district.

### 2004
| Élection de 2004 du 3e district congressionnel du Nevada | Élection de 2004 du 3e district congressionnel du Nevada | Élection de 2004 du 3e district congressionnel du Nevada | Élection de 2004 du 3e district congressionnel du Nevada | Élection de 2004 du 3e district congressionnel du Nevada |
| -------------------------------------------------------- | -------------------------------------------------------- | -------------------------------------------------------- | -------------------------------------------------------- | -------------------------------------------------------- |
| Parti                                                    | Parti                                                    | Candidat                                                 | Votes                                                    | %                                                        |
|                                                          | Républicain                                              | Jon Porter (en) (sortant)                                | 162 240                                                  | 54,46                                                    |
|                                                          | Démocrate                                                | Tom Gallagher                                            | 120 365                                                  | 40,40                                                    |
|                                                          | Libertarien                                              | Joseph P. Silvestri                                      | 9260                                                     | 3,11                                                     |
|                                                          | Independent American (en)                                | Richard Wayne O'Dell                                     | 6053                                                     | 2,03                                                     |
| Total des votes                                          | Total des votes                                          | Total des votes                                          | 297 918                                                  | 100%                                                     |
|                                                          | Les Républicains conservent                              |                                                          |                                                          |                                                          |

### 2006
| Élection de 2006 du 3e district congressionnel du Nevada | Élection de 2006 du 3e district congressionnel du Nevada | Élection de 2006 du 3e district congressionnel du Nevada | Élection de 2006 du 3e district congressionnel du Nevada | Élection de 2006 du 3e district congressionnel du Nevada |
| -------------------------------------------------------- | -------------------------------------------------------- | -------------------------------------------------------- | -------------------------------------------------------- | -------------------------------------------------------- |
| Parti                                                    | Parti                                                    | Candidat                                                 | Votes                                                    | %                                                        |
|                                                          | Républicain                                              | Jon Porter (en) (sortant)                                | 102 232                                                  | 48,46                                                    |
|                                                          | Démocrate                                                | Tessa M. Hafen                                           | 98 261                                                   | 46,57                                                    |
|                                                          | Independent American (en)                                | Joshua Hansen                                            | 5329                                                     | 2,53                                                     |
|                                                          | Libertarien                                              | Joseph P. Silvestri                                      | 5157                                                     | 2,44                                                     |
| Total des votes                                          | Total des votes                                          | Total des votes                                          | 210 979                                                  | 100%                                                     |
|                                                          | Les Républicains conservent                              |                                                          |                                                          |                                                          |

### 2008
| Élection de 2008 du 3e district congressionnel du Nevada | Élection de 2008 du 3e district congressionnel du Nevada | Élection de 2008 du 3e district congressionnel du Nevada | Élection de 2008 du 3e district congressionnel du Nevada | Élection de 2008 du 3e district congressionnel du Nevada |
| -------------------------------------------------------- | -------------------------------------------------------- | -------------------------------------------------------- | -------------------------------------------------------- | -------------------------------------------------------- |
| Parti                                                    | Parti                                                    | Candidat                                                 | Votes                                                    | %                                                        |
|                                                          | Démocrate                                                | Dina Titus                                               | 165 912                                                  | 47,43                                                    |
|                                                          | Républicain                                              | Jon Porter (en) (sortant)                                | 147 940                                                  | 42,29                                                    |
|                                                          | Indépendant                                              | Jeffrey C. Reeves                                        | 14 922                                                   | 4,27                                                     |
|                                                          | Libertarien                                              | Joseph P. Silvestri                                      | 10 164                                                   | 2,91                                                     |
|                                                          | Independent American (en)                                | Floyd Fitzgibbons                                        | 6937                                                     | 1,98                                                     |
|                                                          | Vert                                                     | Bob Giaquinta                                            | 3937                                                     | 1,13                                                     |
| Total des votes                                          | Total des votes                                          | Total des votes                                          | 349 812                                                  | 100%                                                     |
|                                                          | Les Démocrates prennent aux Républicains                 |                                                          |                                                          |                                                          |

### 2010
| Élection de 2010 du 3e district congressionnel du Nevada | Élection de 2010 du 3e district congressionnel du Nevada | Élection de 2010 du 3e district congressionnel du Nevada | Élection de 2010 du 3e district congressionnel du Nevada | Élection de 2010 du 3e district congressionnel du Nevada |
| -------------------------------------------------------- | -------------------------------------------------------- | -------------------------------------------------------- | -------------------------------------------------------- | -------------------------------------------------------- |
| Parti                                                    | Parti                                                    | Candidat                                                 | Votes                                                    | %                                                        |
|                                                          | Républicain                                              | Joe Heck                                                 | 128 916                                                  | 48,13                                                    |
|                                                          | Démocrate                                                | Dina Titus (sortante)                                    | 127 168                                                  | 47,47                                                    |
|                                                          | Indépendant                                              | Barry Michaels                                           | 6473                                                     | 2,42                                                     |
|                                                          | Libertarien                                              | Joseph P. Silvestri                                      | 4026                                                     | 1,50                                                     |
|                                                          | Independent American (en)                                | Scott David Narter                                       | 1291                                                     | 0,48                                                     |
| Total des votes                                          | Total des votes                                          | Total des votes                                          | 267 874                                                  | 100%                                                     |
|                                                          | Les Républicains prennent aux Démocrates                 |                                                          |                                                          |                                                          |

### 2012
| Élection de 2012 du 3e district congressionnel du Nevada | Élection de 2012 du 3e district congressionnel du Nevada | Élection de 2012 du 3e district congressionnel du Nevada | Élection de 2012 du 3e district congressionnel du Nevada | Élection de 2012 du 3e district congressionnel du Nevada |
| -------------------------------------------------------- | -------------------------------------------------------- | -------------------------------------------------------- | -------------------------------------------------------- | -------------------------------------------------------- |
| Parti                                                    | Parti                                                    | Candidat                                                 | Votes                                                    | %                                                        |
|                                                          | Républicain                                              | Joe Heck (sortant)                                       | 137 244                                                  | 50,36                                                    |
|                                                          | Démocrate                                                | John Oceguera                                            | 116 823                                                  | 42,87                                                    |
|                                                          | Independent American (en)                                | Jim Murphy                                               | 12 856                                                   | 4,72                                                     |
|                                                          | Independent American (en)                                | Scott David Narter                                       | 5600                                                     | 2,05                                                     |
| Total des votes                                          | Total des votes                                          | Total des votes                                          | 272 523                                                  | 100%                                                     |
|                                                          | Les Républicains conservent                              |                                                          |                                                          |                                                          |

### 2014
| Élection de 2014 du 3e district congressionnel du Nevada | Élection de 2014 du 3e district congressionnel du Nevada | Élection de 2014 du 3e district congressionnel du Nevada | Élection de 2014 du 3e district congressionnel du Nevada | Élection de 2014 du 3e district congressionnel du Nevada |
| -------------------------------------------------------- | -------------------------------------------------------- | -------------------------------------------------------- | -------------------------------------------------------- | -------------------------------------------------------- |
| Parti                                                    | Parti                                                    | Candidat                                                 | Votes                                                    | %                                                        |
|                                                          | Républicain                                              | Joe Heck (sortant)                                       | 88 528                                                   | 60,75                                                    |
|                                                          | Démocrate                                                | Erin Bilbray                                             | 52 644                                                   | 36,13                                                    |
|                                                          | Indépendant                                              | David Goossen                                            | 1637                                                     | 1,12                                                     |
|                                                          | Libertarien                                              | Randy Kimmick                                            | 1566                                                     | 1,08                                                     |
|                                                          | Indépendant                                              | Steven St. John                                          | 1344                                                     | 0,92                                                     |
| Total des votes                                          | Total des votes                                          | Total des votes                                          | 145 719                                                  | 100%                                                     |
|                                                          | Les Républicains conservent                              |                                                          |                                                          |                                                          |

### 2016
| Élection de 2016 du 3e district congressionnel du Nevada | Élection de 2016 du 3e district congressionnel du Nevada | Élection de 2016 du 3e district congressionnel du Nevada | Élection de 2016 du 3e district congressionnel du Nevada | Élection de 2016 du 3e district congressionnel du Nevada |
| -------------------------------------------------------- | -------------------------------------------------------- | -------------------------------------------------------- | -------------------------------------------------------- | -------------------------------------------------------- |
| Parti                                                    | Parti                                                    | Candidat                                                 | Votes                                                    | %                                                        |
|                                                          | Démocrate                                                | Jacky Rosen                                              | 146 653                                                  | 47,23                                                    |
|                                                          | Républicain                                              | Danny Tarkanian                                          | 142 726                                                  | 45,97                                                    |
|                                                          | Independent American (en)                                | Warren Markowitz                                         | 11 580                                                   | 3,73                                                     |
|                                                          | Indépendant                                              | David Goossen                                            | 9551                                                     | 3,08                                                     |
| Total des votes                                          | Total des votes                                          | Total des votes                                          | 310 510                                                  | 100%                                                     |
|                                                          | Les Démocrates prennent aux Républicains                 |                                                          |                                                          |                                                          |

### 2018
| Élection de 2018 du 3e district congressionnel du Nevada | Élection de 2018 du 3e district congressionnel du Nevada | Élection de 2018 du 3e district congressionnel du Nevada | Élection de 2018 du 3e district congressionnel du Nevada | Élection de 2018 du 3e district congressionnel du Nevada |
| -------------------------------------------------------- | -------------------------------------------------------- | -------------------------------------------------------- | -------------------------------------------------------- | -------------------------------------------------------- |
| Parti                                                    | Parti                                                    | Candidat                                                 | Votes                                                    | %                                                        |
|                                                          | Démocrate                                                | Susie Lee                                                | 148 474                                                  | 51,89                                                    |
|                                                          | Républicain                                              | Danny Tarkanian                                          | 122 551                                                  | 42,83                                                    |
|                                                          | Libertarien                                              | Steve Brown                                              | 4554                                                     | 1,59                                                     |
|                                                          | Indépendant                                              | David Goossen                                            | 3627                                                     | 1,27                                                     |
|                                                          | Independent American (en)                                | Harry Vickers                                            | 3481                                                     | 1,22                                                     |
|                                                          | Indépendant                                              | Gil Eisner                                               | 1887                                                     | 0,66                                                     |
|                                                          | Indépendant                                              | Tony Gumina                                              | 1551                                                     | 0,54                                                     |
| Total des votes                                          | Total des votes                                          | Total des votes                                          | 286 125                                                  | 100%                                                     |
|                                                          | Les Démocrates conservent                                |                                                          |                                                          |                                                          |

### 2020
| Élection de 2020 du 3e district congressionnel du Nevada | Élection de 2020 du 3e district congressionnel du Nevada | Élection de 2020 du 3e district congressionnel du Nevada | Élection de 2020 du 3e district congressionnel du Nevada | Élection de 2020 du 3e district congressionnel du Nevada |
| -------------------------------------------------------- | -------------------------------------------------------- | -------------------------------------------------------- | -------------------------------------------------------- | -------------------------------------------------------- |
| Parti                                                    | Parti                                                    | Candidat                                                 | Votes                                                    | %                                                        |
|                                                          | Démocrate                                                | Susie Lee (sortante)                                     | 203 421                                                  | 48,8                                                     |
|                                                          | Républicain                                              | Dan Rodimer                                              | 190 975                                                  | 45,8                                                     |
|                                                          | Libertarien                                              | Steve Brown                                              | 12 315                                                   | 2,9                                                      |
|                                                          | Indépendant                                              | Edward Bridges III                                       | 10 541                                                   | 2,5                                                      |
| Total des votes                                          | Total des votes                                          | Total des votes                                          | 417 252                                                  | 100%                                                     |
|                                                          | Les Démocrates conservent                                |                                                          |                                                          |                                                          |

### 2022
| Primaire Démocrate de 2022 du 3e district congressionnel du Nevada | Primaire Démocrate de 2022 du 3e district congressionnel du Nevada | Primaire Démocrate de 2022 du 3e district congressionnel du Nevada | Primaire Démocrate de 2022 du 3e district congressionnel du Nevada | Primaire Démocrate de 2022 du 3e district congressionnel du Nevada |
| ------------------------------------------------------------------ | ------------------------------------------------------------------ | ------------------------------------------------------------------ | ------------------------------------------------------------------ | ------------------------------------------------------------------ |
| Parti                                                              | Parti                                                              | Candidat                                                           | Votes                                                              | %                                                                  |
|                                                                    | Démocrate                                                          | Susie Lee (sortante)                                               | 37 069                                                             | 89,7                                                               |
|                                                                    | Démocrate                                                          | Randell S. Hynes                                                   | 4265                                                               | 10,3                                                               |

| Primaire Républicaine de 2022 du 3e district congressionnel du Nevada | Primaire Républicaine de 2022 du 3e district congressionnel du Nevada | Primaire Républicaine de 2022 du 3e district congressionnel du Nevada | Primaire Républicaine de 2022 du 3e district congressionnel du Nevada | Primaire Républicaine de 2022 du 3e district congressionnel du Nevada |
| --------------------------------------------------------------------- | --------------------------------------------------------------------- | --------------------------------------------------------------------- | --------------------------------------------------------------------- | --------------------------------------------------------------------- |
| Parti                                                                 | Parti                                                                 | Candidat                                                              | Votes                                                                 | %                                                                     |
|                                                                       | Républicain                                                           | April Becker                                                          | 28 260                                                                | 65,0                                                                  |
|                                                                       | Républicain                                                           | John Kovacs                                                           | 4857                                                                  | 11,2                                                                  |
|                                                                       | Républicain                                                           | Clark Bossert                                                         | 4553                                                                  | 10,5                                                                  |
|                                                                       | Républicain                                                           | Noah Malgeri                                                          | 3891                                                                  | 8,9                                                                   |
|                                                                       | Républicain                                                           | Albert Maxwell Goldberg                                               | 1920                                                                  | 4,4                                                                   |

| Élection de 2022 du 3e district congressionnel du Nevada | Élection de 2022 du 3e district congressionnel du Nevada | Élection de 2022 du 3e district congressionnel du Nevada | Élection de 2022 du 3e district congressionnel du Nevada | Élection de 2022 du 3e district congressionnel du Nevada |
| -------------------------------------------------------- | -------------------------------------------------------- | -------------------------------------------------------- | -------------------------------------------------------- | -------------------------------------------------------- |
| Parti                                                    | Parti                                                    | Candidat                                                 | Votes                                                    | %                                                        |
|                                                          | Démocrate                                                | Susie Lee (sortante)                                     | 131 086                                                  | 52,0                                                     |
|                                                          | Républicain                                              | April Becker                                             | 121 083                                                  | 48,0                                                     |
| Total des votes                                          | Total des votes                                          | Total des votes                                          | 252 169                                                  | 100%                                                     |
|                                                          | Les Démocrates conservent                                |                                                          |                                                          |                                                          |

### 2024
| Primaire Démocrate de 2024 du 3e district congressionnel du Nevada | Primaire Démocrate de 2024 du 3e district congressionnel du Nevada | Primaire Démocrate de 2024 du 3e district congressionnel du Nevada | Primaire Démocrate de 2024 du 3e district congressionnel du Nevada | Primaire Démocrate de 2024 du 3e district congressionnel du Nevada |
| ------------------------------------------------------------------ | ------------------------------------------------------------------ | ------------------------------------------------------------------ | ------------------------------------------------------------------ | ------------------------------------------------------------------ |
| Parti                                                              | Parti                                                              | Candidat                                                           | Votes                                                              | %                                                                  |
|                                                                    | Démocrate                                                          | Susie Lee (sortante)                                               | 33 901                                                             | 91,8                                                               |
|                                                                    | Démocrate                                                          | RockAthena Brittain                                                | 3036                                                               | 8,2                                                                |

| Primaire Républicaine de 2024 du 3e district congressionnel du Nevada | Primaire Républicaine de 2024 du 3e district congressionnel du Nevada | Primaire Républicaine de 2024 du 3e district congressionnel du Nevada | Primaire Républicaine de 2024 du 3e district congressionnel du Nevada | Primaire Républicaine de 2024 du 3e district congressionnel du Nevada |
| --------------------------------------------------------------------- | --------------------------------------------------------------------- | --------------------------------------------------------------------- | --------------------------------------------------------------------- | --------------------------------------------------------------------- |
| Parti                                                                 | Parti                                                                 | Candidat                                                              | Votes                                                                 | %                                                                     |
|                                                                       | Républicain                                                           | Drew Johnson                                                          | 10 519                                                                | 32,0                                                                  |
|                                                                       | Républicain                                                           | Dan Schwartz                                                          | 7351                                                                  | 22,3                                                                  |
|                                                                       | Républicain                                                           | Elizabeth Helgelien                                                   | 6784                                                                  | 20,6                                                                  |
|                                                                       | Républicain                                                           | Marty O'Donnell                                                       | 6727                                                                  | 20,4                                                                  |
|                                                                       | Républicain                                                           | Steve Schiffman                                                       | 594                                                                   | 1,8                                                                   |
|                                                                       | Républicain                                                           | Steve London                                                          | 495                                                                   | 1,5                                                                   |
|                                                                       | Républicain                                                           | Brian Nadell                                                          | 446                                                                   | 1,4                                                                   |

| Élection de 2024 du 3e district congressionnel du Nevada | Élection de 2024 du 3e district congressionnel du Nevada | Élection de 2024 du 3e district congressionnel du Nevada | Élection de 2024 du 3e district congressionnel du Nevada | Élection de 2024 du 3e district congressionnel du Nevada |
| -------------------------------------------------------- | -------------------------------------------------------- | -------------------------------------------------------- | -------------------------------------------------------- | -------------------------------------------------------- |
| Parti                                                    | Parti                                                    | Candidat                                                 | Votes                                                    | %                                                        |
|                                                          | Démocrate                                                | Susie Lee (sortante)                                     | TBD                                                      | TBD                                                      |
|                                                          | Républicain                                              | Drew Johnson                                             | TBD                                                      | TBD                                                      |
| Total des votes                                          | Total des votes                                          | Total des votes                                          | TBD                                                      | 100%                                                     |
|                                                          |                                                          |                                                          |                                                          |                                                          |